# Миљијана (Прато)
Миљијана је насеље у Италији у округу Прато, региону Тоскана.
Према процени из 2011. у насељу је живело 400 становника. Насеље се налази на надморској висини од 593 м.